# Andreas Hedwig
Andreas Hedwig (* 1959 in Leverkusen) ist ein deutscher Archivar. Er war von 2014 bis 2024 Leiter des Hessischen Landesarchivs.

## Leben
Hedwig legte sein Abitur 1978 in Leverkusen ab. Anschließend absolvierte er an der Universität Bremen ein Lehramtsstudium in Geschichte, Deutsch und Erziehungswissenschaften und schloss dieses 1986 mit dem Zweiten Staatsexamen ab. Danach wurde er 1989 an der Universität Bremen promoviert. 1990/91 war er Wissenschaftlicher Assistent an der Universität Bremen. Zwischen 1991 und 1993 absolvierte er ein Archivreferendariat am Staatsarchiv Bremen und an der Archivschule Marburg. 1993 trat er eine Stelle als Mitarbeiter beim Hessischen Hauptstaatsarchiv Wiesbaden an. Von 2001 bis 2019 leitete er das Hessische Staatsarchiv Marburg. Er lehrt seit 2003 an der Archivschule Marburg und seit 2008 an der Philipps-Universität Marburg. Seit 2014 leitete er das Hessische Landesarchiv. Hedwig wurde 2016 zum Honorarprofessor an der Universität Marburg ernannt. Die Ernennung zum Präsidenten des Hessischen Landesarchivs folgte im April 2018. Zum 31. Dezember 2024 trat er in den Ruhestand.
Hedwig ist seit 2005 Vorsitzender der Historischen Kommission für Hessen.

## Veröffentlichungen (Auswahl)
- (gemeinsam mit Konrad Elmshäuser) Studien zum Polyptychon von Saint-Germain-des-Prés, Böhlau, Köln/Weimar/Wien 1993, ISBN 3-412-11692-0.
- (Hrsg.) Napoleon und das Königreich Westphalen. Herrschaftssystem und Modellstaatspolitik, Historische Kommission für Hessen, Marburg 2008 [gemeinsam mit Klaus Malettke und Karl Murk], ISBN 978-3-7708-1324-7.
- (Hrsg.) Adelsarchive. Zentrale Quellenbestände oder Curiosa?, Hessisches Staatsarchiv Marburg, Marburg 2009 [gemeinsam mit Karl Murk], ISBN 3-88964-202-0.
- (Hrsg.) Die Verfolgung der Juden während der NS-Zeit. Stand und Perspektiven der Dokumentation, der Vermittlung und der Erinnerung, Historische Kommission für Hessen, Marburg 2011, ISBN 978-3-88964-205-9.
- (Hrsg.) Die Brüder Grimm in Marburg, Hessisches Staatsarchiv Marburg, Marburg 2013, ISBN 978-3-88964-210-3.
- (Hrsg.) Finanzpolitik und Schuldenkrisen 16.–20. Jahrhundert, Historische Kommission für Hessen, Marburg 2014, ISBN 978-3-88964-214-1.
- (Hrsg.) Bündnisse und Friedensschlüsse in Hessen. Aspekte friedenssichernder und friedensstiftender Politik der Landgrafschaft Hessen im Mittelalter und in der Neuzeit. Historische Kommission für Hessen, Marburg 2016, ISBN 978-3-88964-217-2.
- (Hrsg.) Zeitenwende in Hessen. Revolutionärer Aufbruch 1918/1919 in die Demokratie, Hessisches Staatsarchiv Marburg, Marburg 2019, ISBN 978-3-88964-221-9.